# Mansionair
Mansionair — австралійське інді-електронне тріо, створене в 2014 році. Mansionair підписали контракт із Glassnote Records і випустили кілька синглів, зокрема «Easier», «Astronaut — Something About Your Love» і «Violet City», які потрапили в чарти Billboard Rock Airplay. У 2017 році їхня співпраця з Odesza та WYNNE, «Line of Sight», потрапила в хіт-парад Альтернативної пісні та танцювальної/електронної пісні США. Їхній перший повноформатний альбом Shadowboxer вийшов 1 березня 2019 року.
Другий студійний альбом Mansionair Happiness, Guaranteed вийшов 29 квітня 2022 року.

## Дискографія

### Студійні альбоми
| Назва                 | Деталі альбому                                                                              | Пікові позиції у чартах |
| Назва                 | Деталі альбому                                                                              | AUS                     |
| --------------------- | ------------------------------------------------------------------------------------------- | ----------------------- |
| Shadowboxer           | - Реліз: 1 березня 2019 - Лейбл: Glassnote - Формат: CD, LP, цифрове завантаження, стриминг | 37                      |
| Happiness, Guaranteed | - Реліз: 29 квітня 2022 - Лейбл: Glassnote - Формат: CD, LP, цифрове завантаження, стриминг | –                       |

### Мініальбоми
| Назва        | Деталі                                                                             |
| ------------ | ---------------------------------------------------------------------------------- |
| Pick Me Up   | - Реліз: 2 жовтня 2015 - Лейбл: Glassnote - Формат: цифрове завантаження, стриминг |
| Hold Me Down | - Реліз: 18 січня 2016 - Лейбл: Glassnote - Формат: цифрове завантаження, стриминг |

### Сингли
| Назва                                                                            | Рік  | Пікові позиції у чартах | Сертифікації | Альбом                |
| Назва                                                                            | Рік  | US Rock Airplay         | Сертифікації | Альбом                |
| -------------------------------------------------------------------------------- | ---- | ----------------------- | ------------ | --------------------- |
| «Hold Me Down»                                                                   | 2014 |                         | —            |                       |
| «Speak Easy»                                                                     | 2015 |                         | —            |                       |
| «Pick Me Up»                                                                     | 2015 |                         | -            | Сингл без альбому     |
| «Easier»                                                                         | 2016 | —                       | - ARIA: Gold | Shadowboxer           |
| «Astronaut — Something About Your Love»                                          | 2017 | 44                      | - ARIA: Gold | Shadowboxer           |
| «Violet City»                                                                    | 2018 | —                       |              | Shadowboxer           |
| «Technicolour»                                                                   | 2018 | —                       |              | Shadowboxer           |
| «Falling»                                                                        | 2018 | —                       |              | Shadowboxer           |
| «We Could Leave»                                                                 | 2019 | —                       |              | Shadowboxer           |
| «Guillotine (з NoMBe)»                                                           | 2020 | —                       |              | Happiness, Guaranteed |
| «More»                                                                           | 2021 | —                       |              | Happiness, Guaranteed |
| «Don't Wait (feat. Yahtzel)»                                                     | 2021 | —                       |              | Happiness, Guaranteed |
| «Right Into You»                                                                 | 2021 | —                       |              | Happiness, Guaranteed |
| «Strangers»                                                                      | 2021 | —                       |              | Happiness, Guaranteed |
| «Empty Promise»                                                                  | 2022 | —                       |              | Happiness, Guaranteed |
| «Shallow Water»                                                                  | 2022 | —                       |              | Happiness, Guaranteed |
| «—» релізи, що не потрапили у чарти або не були випущені у відповідних регіонах. |      |                         |              |                       |

### Як запрошений виконавець
| Назва                                                   | Рік  | Пікові позиції у чартах | Пікові позиції у чартах | Сертифікації |
| Назва                                                   | Рік  | US Alt.                 | US Dance                | Сертифікації |
| ------------------------------------------------------- | ---- | ----------------------- | ----------------------- | ------------ |
| «Line of Sight» (Odesza featuring WYNNE and Mansionair) | 2017 | 23                      | 37                      | - ARIA: Gold |
| «Wake Up Call» (Manila Killa featuring Mansionair)      | 2018 | —                       | —                       |              |